# Самарканд (Кашкадар'їнська область)
Самарканд (узб. Samarqand, Самарқанд) — міське селище в Узбекистані, в Нішанському районі Кашкадар'їнської області.
Статус міського селища з 2009 року.